# Mark P. Stoeckinger
Mark P. Stoeckinger (Los Angeles, Califórnia, 30 de dezembro de 1959) é um engenheiro de som norte-americano. Como reconhecimento, foi nomeado ao Oscar 2011 na categoria de Melhor Edição de Som por Unstoppable.